# 卡武爾瓜湖

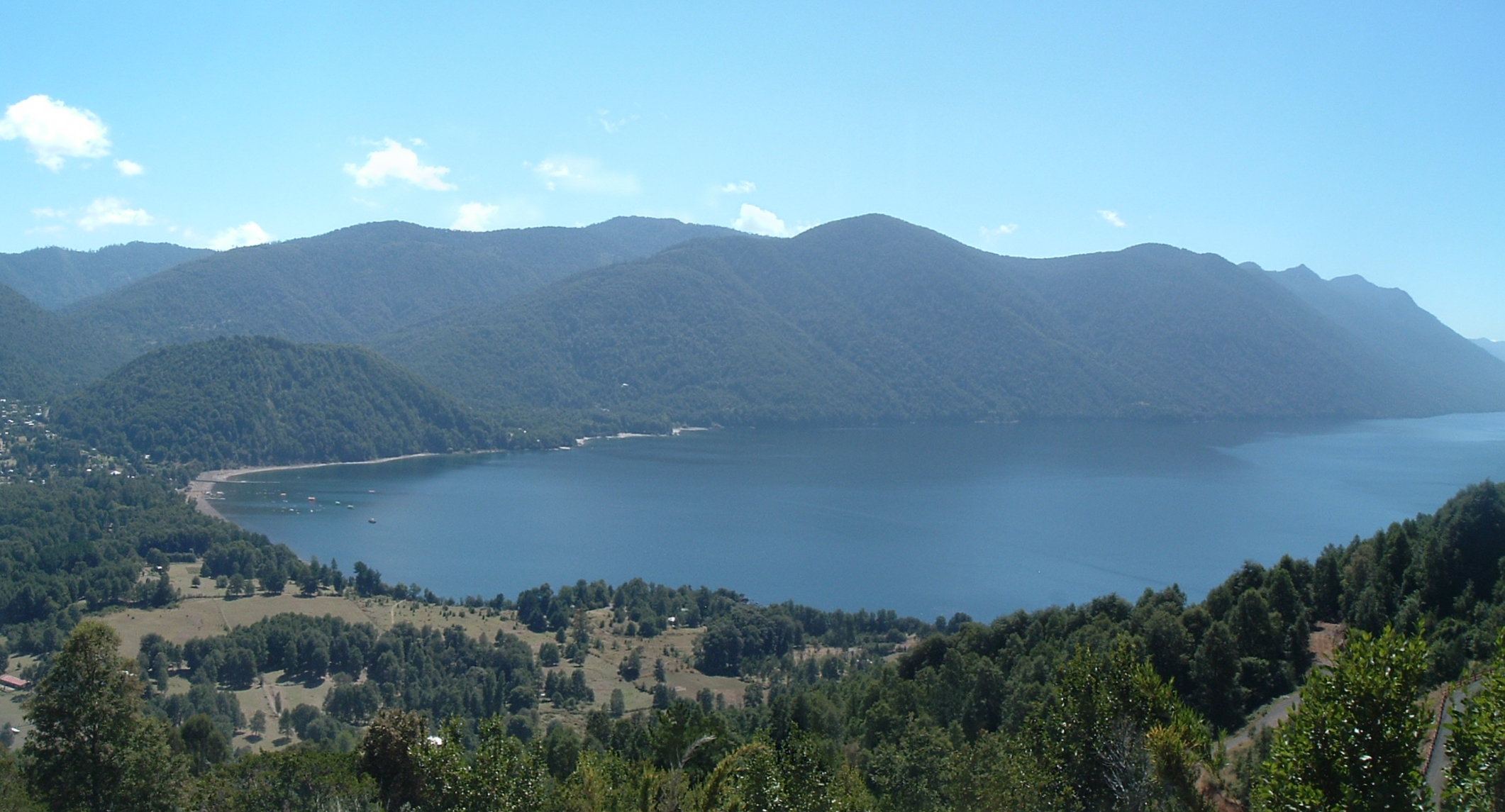

39°07′40″S 71°46′24″W / 39.12778°S 71.77333°W
卡武爾瓜湖（西班牙語：Lago Caburgua），是智利的湖泊，位於該國南部阿勞卡尼亞大區，處於普孔東北面23公里、比亞里卡湖東北面，屬於托爾滕河的一部分，面積53平方公里。